# Anschlag in München 2016

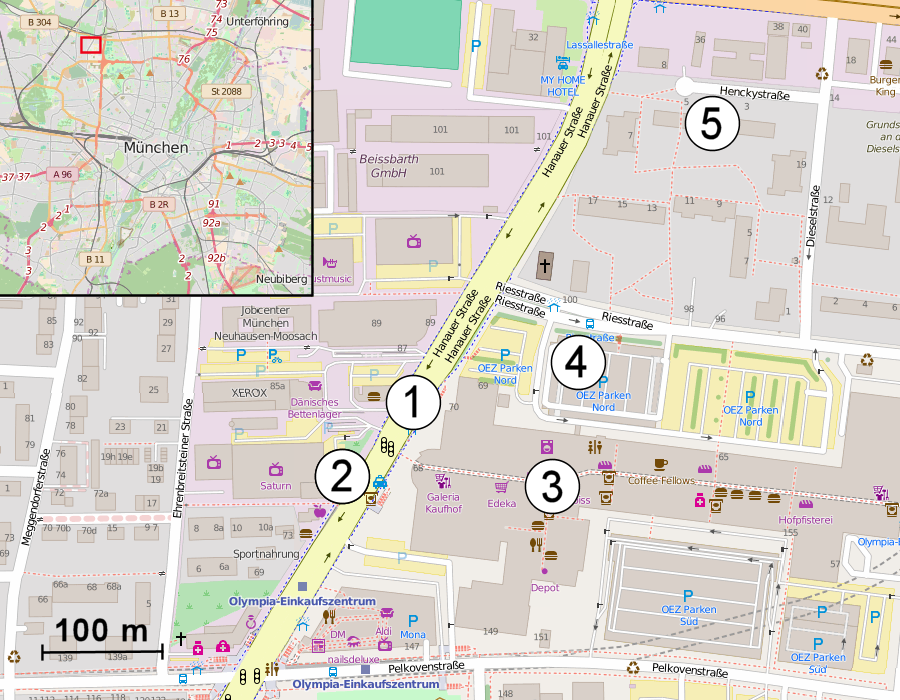
1 McDonald’s-Restaurant
2 Saturn-Filiale
3 Olympia-Einkaufszentrum (OEZ)
4 OEZ-Parkhaus Nord
5 Henckystraße

Bei dem rechtsradikal motivierten Anschlag in München 2016 tötete ein 18-jähriger Deutsch-Iraner am 22. Juli 2016 am und im Olympia-Einkaufszentrum (OEZ) im Stadtbezirk Moosach neun Menschen. Fünf weitere verletzte er durch Schüsse. Sieben der neun Todesopfer waren Muslime, eines war ein Rom und eines ein Sinto. Die Polizei war mit einem Großaufgebot im Einsatz. Gut zweieinhalb Stunden nach Beginn des Anschlags stellte eine Polizeistreife den Täter in der Nähe des Einkaufszentrums, woraufhin dieser sich erschoss. Der Vorfall war gekennzeichnet von einer Vielzahl von Gerüchten über Schießereien in der gesamten Münchner Innenstadt. Bei den deswegen ausgebrochenen Paniken bzw. bei der Flucht verletzten sich mindestens 32 Menschen.
Die Ermittlungen zu dem Fall zogen sich über drei Jahre hin. Die Ermittlungsbehörden sowie der Bayerische Verfassungsschutz stuften die Tat zunächst als nicht politisch motivierten Amoklauf ein, obwohl die rechtsextreme Gesinnung des Täters für sie feststand, kamen aber im Oktober 2019 zu dem Schluss, es sei „gerechtfertigt, von einer politischen Motivation im Sinne des Definitionssystems PMK zu sprechen.“ Das Landgericht München I hatte den Anschlag bereits Anfang 2018 in einer Reihe mit anderen rechtsextremistischen Taten wie den NSU-Morden, dem Oktoberfestattentat und dem Brandanschlag von Mölln eingestuft. Auch das Bundesjustizamt beurteilte die Tat im März 2018 als „rechtsextremistisch motiviert“. Zuvor hatten bereits drei von der Stadt München beauftragte wissenschaftliche Gutachter unabhängig voneinander sie als „politisch motivierte, rechte Tat“ eingeordnet, die folglich im Verfassungsschutzbericht aufzuführen sei.

## Tathergang

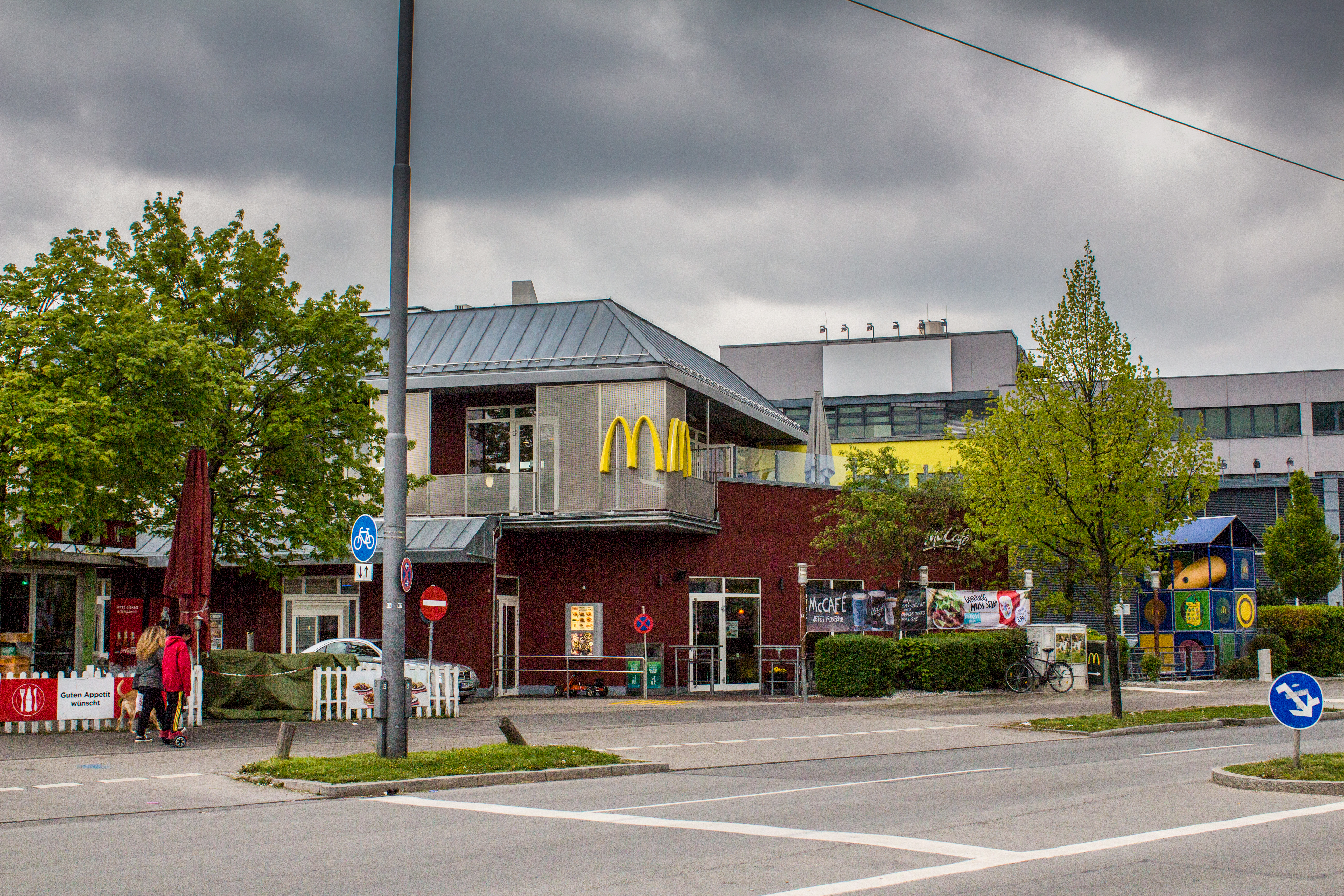
Das McDonald’s-Restaurant gegenüber dem Haupteingang des OEZ

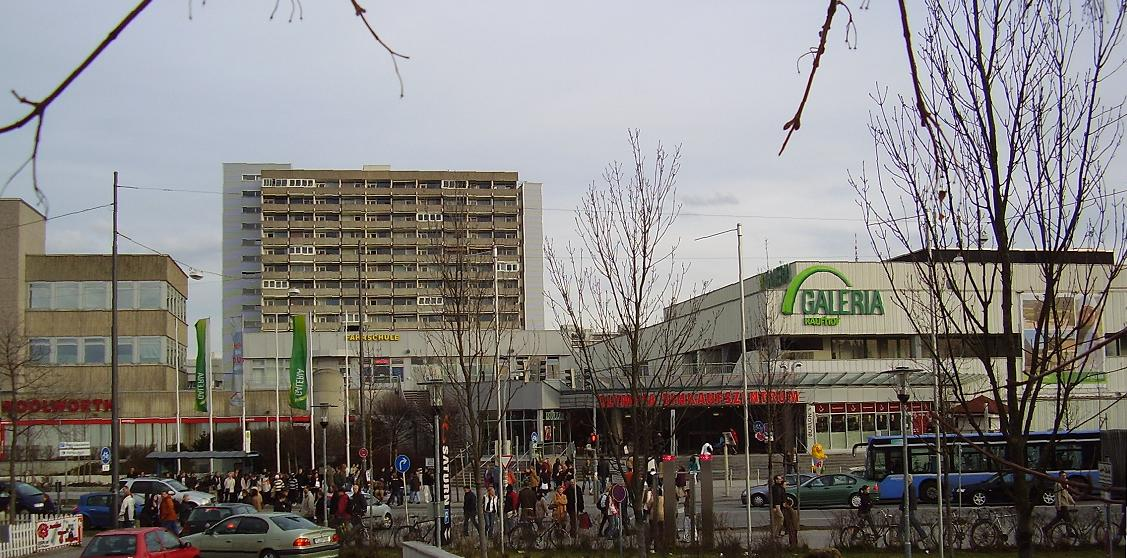
Der Haupteingang des Olympia-Einkaufszentrums (OEZ) in München, 2007

Am 22. Juli 2016, einem Freitag, versuchte der Täter David Sonboly offenbar, über Facebook mittels eines unter falschem Namen angelegten Accounts Jugendliche in das McDonald’s-Schnellrestaurant gegenüber dem Olympia-Einkaufszentrum (OEZ) zu locken. Die Nachricht lautete: „Kommt heute um 16 Uhr Meggi am OEZ ich spendiere euch was wenn ihr wollt aber nicht zu teuer“. Um die angegebene Uhrzeit traf er dort einen 16-jährigen Freund, den er aus einem Psychiatrie-Aufenthalt kannte. Der Freund und Sonboly trennten sich kurz nach 17 Uhr am dortigen U-Bahn-Abgang. Ab 17:08 Uhr hielt sich Sonboly, mit einer ca. fünfminütigen Pause, im Schnellrestaurant auf.
Um 17:50 Uhr ging der Täter im 1. Obergeschoss des Restaurants in den Toilettenraum und holte seine Tatwaffe, eine wieder gebrauchsfähig gemachte Theaterpistole vom Typ Glock 17 ohne Seriennummer, aus dem Rucksack. Er verließ die Toilette um 17:51 Uhr, ging zu einer Sitznische und schoss auf eine Gruppe aus sechs Jugendlichen und Kindern. Fünf Personen wurden tödlich getroffen, ein 13-jähriges Kind erlitt lebensgefährliche Verletzungen. Insgesamt wurden in diesem Bereich 18 Patronenhülsen sichergestellt, die aus der Tatwaffe stammten. Ab 17:52 Uhr gingen Notrufe bei der Polizei ein. Zur selben Zeit verließ Sonboly das Restaurant und schoss auf Passanten an der Hanauer Straße, die unmittelbar vor dem Restaurant verläuft. Zwei der Passanten wurden tödlich verletzt, drei zum Teil schwer. Anschließend ging er ein Stück nach Süden und erschoss vor einer Saturn-Filiale einen weiteren Menschen. Insgesamt konnte die Spurensicherung im Bereich zwischen dem Schnellrestaurant und dem Elektromarkt 16 Patronenhülsen sichern. Sonboly überquerte die Hanauer Straße und betrat das OEZ, wo er im Erdgeschoss eine weitere Person tötete. Daraufhin begab er sich über eine überdachte Brücke in das Parkhaus nördlich des OEZ. Auf dieser Brücke gab er Schüsse in Richtung des Parkdecks und einer Passantin ab, verletzte dabei aber niemanden. Im Zwischendeck des Parkhauses schoss er 13-mal auf zwei geparkte Autos. Danach erschien der Schütze auf dem obersten Deck des Parkhauses. Dort wurde er von einem Anwohner vom Balkon eines angrenzenden Hochhauses beschimpft und in eine Diskussion verwickelt. Während des Streits gab Sonboly zwei Schüsse in dessen Richtung ab. Dabei wurde ein anderer Anwohner, der sich ebenfalls auf seinem Balkon befand, durch Teile eines abprallenden Geschosses am Rücken verletzt. Anschließend schoss Sonboly noch dreimal in Richtung des Einkaufszentrums und eines Mitarbeiters, ohne dabei jemanden zu verletzen. Um 18:04 Uhr sahen Polizisten einer Zivilstreife den Schützen auf dem Parkhaus, gaben einen Schuss aus einer Maschinenpistole auf ihn ab, ohne ihn zu treffen, und verloren ihn wieder aus den Augen.
Der Täter verließ das Parkdeck über eine Nottreppe. Er überquerte die nördlich des OEZ verlaufende Riesstraße und gelangte in ein Wohngebiet. Vermutlich versteckte er sich dort zunächst in einem Gebüsch und versuchte dann in der Henckystraße, rund 200 Meter nördlich des OEZ gelegen, über den Hintereingang in ein Wohnhaus zu gelangen. Da jener Hintereingang verschlossen war, ging er zum Vordereingang, betrat das Gebäude und hielt sich dort längere Zeit im Treppenhaus auf. Dort hatte er Kontakt mit mehreren Anwohnern; die Waffe trug er dabei nicht sichtbar. Vermutlich über die Tiefgarage gelangte er zu einem Fahrradabstellraum, in dem er sich über einen längeren Zeitraum versteckte. Nachdem er die Garage um 20:26 Uhr über eine Außentreppe wieder verlassen hatte, wurde er in der Henckystraße gegen 20:30 Uhr von einer Funkstreife der Verkehrspolizei entdeckt. Als die beiden Polizisten ihn stellten, zog er seine Waffe und tötete sich mit einem Kopfschuss. Insgesamt zählte die Polizei 59 durch Sonboly abgegebene Schüsse.
Die Polizei setzte die Suche nach Tätern fort. Sie war sich zunächst nicht sicher, ob der in der Henckystraße aufgefundene Mann an der Tat beteiligt war. Die Untersuchung der Leiche verzögerte sich, weil die Gefahr bestand, dass der Mann einen Sprengsatz mit sich führte. Zudem gingen die Beamten von drei möglichen Tätern aus, da Zeugen drei verschiedene Personen mit Schusswaffen gemeldet hatten und ein Auto mit zwei Insassen sich mit hoher Geschwindigkeit vom Tatort entfernt hatte. Die drei bewaffneten Personen stellten sich später als Zivilpolizisten heraus und die Insassen des Fahrzeugs als Unbeteiligte. Gegen 22:30 Uhr informierte die Polizei darüber, dass sie bei einer aufgefundenen Person eine mögliche Tatbeteiligung prüfe und ab 1:26 Uhr gab sie Entwarnung: Bei der aufgefundenen Person, die sich selbst getötet habe, handele es mit hoher Wahrscheinlichkeit um den alleinigen Täter. Gegen 2 Uhr wurden erste Informationen zur Identität des Täters bekanntgegeben.
Am Abend des 22. Juli 2016 erschienen mehrere Videos im Internet, die Teile der Tat dokumentieren. Ein Augenzeuge filmte den Täter nach dem Verlassen des Schnellrestaurants. Zwei weitere Videos zeigen den Täter aus leicht unterschiedlicher Perspektive auf dem Parkdeck bei seinem Wortgefecht mit einem Bewohner des angrenzenden Hochhauses.

## Maßnahmen und weiteres Geschehen
Ab 18:26 Uhr wurden Ärzte, Pfleger, Seelsorger und weiteres Personal in die Münchner Kliniken gerufen. Die Universitätsklinik bereitete sich auf einen Massenanfall von Verletzten vor. Ab 18:35 Uhr gab die Münchner Polizei Warnungen an die Bevölkerung heraus; sie solle den Bereich um das OEZ – später auch sämtliche öffentliche Plätze in der Stadt – meiden. Diese Meldungen erschienen auf Facebook und Twitter, zunächst auf Deutsch, später auch auf Englisch, Französisch und Türkisch.

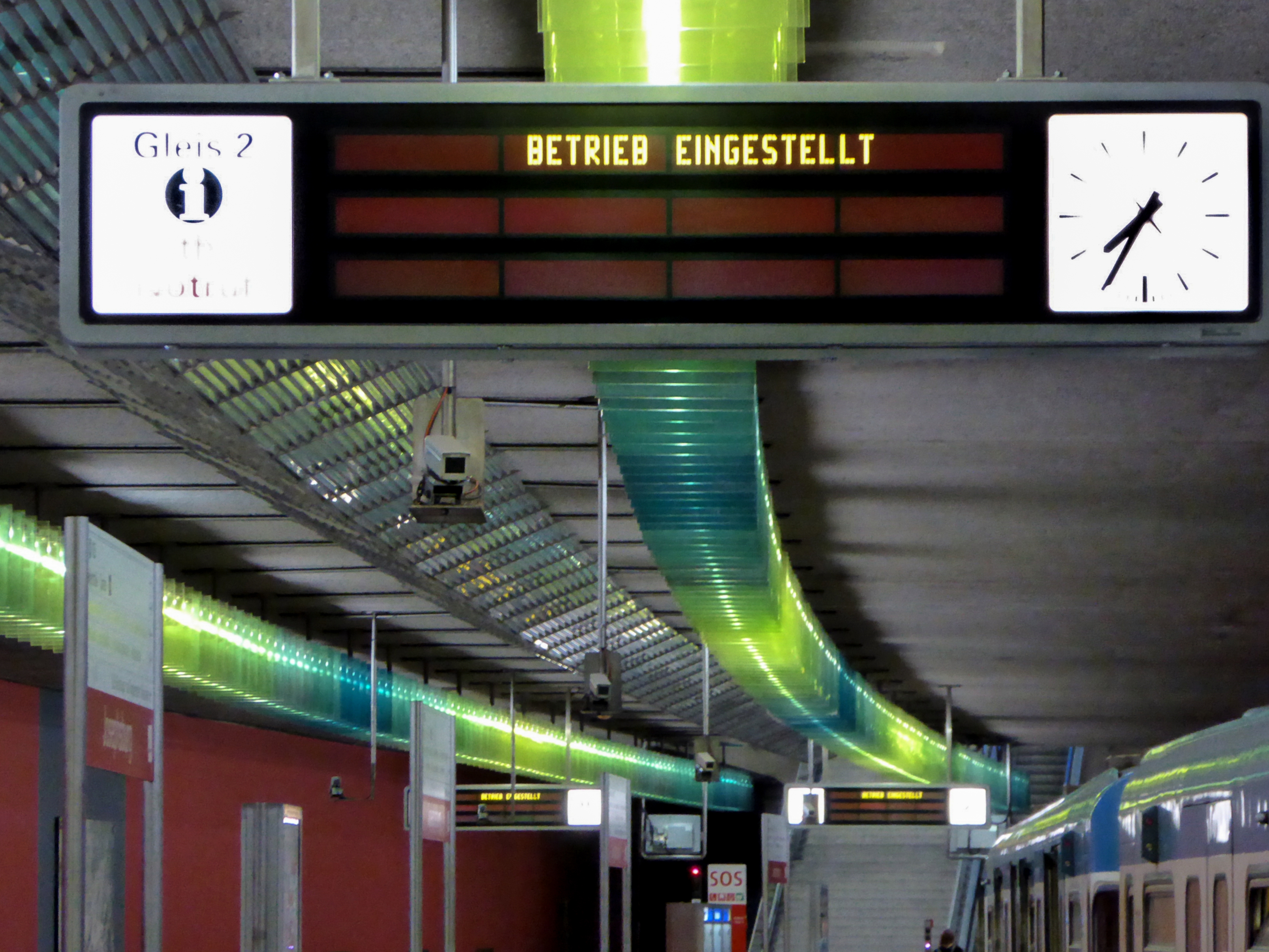
Der U-Bahn-Betrieb wurde vorübergehend eingestellt

Einsatzkräfte der Münchner Polizei waren mit Unterstützung der Bundespolizei, Spezialeinsatzkommandos (SEKs) und Mobilen Einsatzkommandos (MEKs) benachbarter Polizeipräsidien im Einsatz und sperrten mehrere Straßenabschnitte ab. Taxifahrer wurden aufgefordert, keine Fahrgäste mehr aufzunehmen. Der Nahverkehr im Münchner Stadtgebiet wurde auf Anweisung der Polizei eingestellt, der Hauptbahnhof evakuiert und geschlossen. Im Stadtgebiet kam es zu Fehlalarmen und Paniken, z. B. am Stachus, am Isartor, im Hofbräuhaus, am Marienplatz und am Mathäser. Fliehende Menschen verletzten sich und verursachten Sachschaden. Ein Aspekt dabei sollen bewaffnete Zivilpolizisten gewesen sein, die von Passanten für Täter gehalten wurden. Nach Angaben der Polizei München waren allerdings nur am Olympia-Einkaufszentrum Polizisten in ziviler Kleidung unterwegs, die nicht als solche erkennbar waren. Ein Oberarzt des Haunerschens Kinderspitals berichtet in einer Dokumentation über einen bewaffneten Polizisten in Zivil, der durch das Klinikgelände zu seinem Einsatzort ging. Der Pförtner empfahl das Spital zu verbarrikadieren; infolgedessen bekamen manche Mitarbeiter Todesangst und das Spital wurde von Spezialeinsatzkommandos durchkämmt. Joachim Krause, Direktor des Instituts für Sicherheitspolitik sagte zu den gezielten Falschmeldungen: „Da machen sich manche Leute den Spaß und stellen bei Facebook oder Twitter irgendwelche Meldungen ein und freuen sich, wenn das im Fernsehen erwähnt wird.“
Das OEZ wurde von der Polizei im Laufe des Abends geräumt. Die Evakuierten mussten das Gebäude mit erhobenen Händen verlassen; es wurde befürchtet, Täter könnten sich darunter gemischt haben.
Die Stadt München rief gegen 20 Uhr über das Warnsystem Katwarn den „Sonderfall“ wegen einer Amoklage aus und forderte die Bürger auf, ihre Wohnungen nicht zu verlassen sowie Plätze und Straßen zu meiden. Das System war überlastet und brach teilweise zusammen. Katwarn wird in München von der Feuerwehr bedient.
Gegen 20:30 Uhr meldete die Polizei, dass sie von bis zu drei Tätern und einem Terrorverdacht ausgehe, und sprach von einer „akuten Terrorlage“ in München. Eine Stunde später wurde das im Olympiapark nahe dem Olympia-Einkaufszentrum stattfindende Tollwood-Festival vom Veranstalter abgebrochen.
Während des Einsatzes bat die Polizei darum, keine Bilder oder Filme der polizeilichen Maßnahmen online zu stellen, sondern Fotos und Videos stattdessen über das Upload-Portal der Polizei hochzuladen.
Nach dem Anschlag sicherte die Thüringer Polizei die Landesgrenze zu Bayern sowie die tschechische Polizei die Grenze zu Deutschland, bei der es im Gegensatz zur Grenze zwischen Bayern und Österreich zuvor keine intensiven Kontrollen gab. Ferner sandten die hessische und die baden-württembergische Polizei Spezialeinheiten, die Bundespolizei Unterstützungskräfte der GSG9 nach München. Thüringen versetzte sein SEK in Alarmbereitschaft, welches von Erfurt aus die Sicherung der Region Nordbayern übernahm. Das österreichische Spezial-Einsatzkommando Cobra war mit fünf Hubschraubern und 42 Beamten aus Tirol, Vorarlberg, Salzburg und Oberösterreich an dem Einsatz in der bayrischen Landeshauptstadt beteiligt; ebenso die Polizeihubschrauberstaffel Bayern. Insgesamt waren in München nach Polizeiangaben rund 2300 Einsatzkräfte im Einsatz. Auf Bitten der Polizei und „nach Absprache mit der Ministerin“ entschied die Bundeswehrführung, etwa hundert Feldjäger in München und Ulm sowie eine Sanitätseinheit in Alarmbereitschaft zu versetzen.
In der Zeit von 17:52 Uhr bis 24 Uhr gingen beim Polizeipräsidium München 4310 Notrufe ein, das Vierfache eines „normalen“ Tages. Darunter waren zahlreiche Hinweise zu möglichen weiteren Tätern, 64 gemeldete Schießereien in der Stadt und auch zwei Geiselnahmen, die sich alle als falsch herausstellten. Die Ermittlungsbehörden prüften mögliche absichtliche Fehlalarme und Falschinformationen.
Ähnlich wie bei der Aktion #porteOuverte während der Terroranschläge im November 2015 in Paris boten Münchner Privatpersonen, Hotels, Ämter und Moscheen unter dem Hashtag #offenetür Unterkunft für Schutzsuchende und für Menschen an, die wegen des eingestellten Verkehrs nicht weiterreisen konnten. Etwa 100 Personen suchten Schutz im Münchner Polizeipräsidium. Verschiedene Moscheen in München blieben über Nacht für Schutzsuchende geöffnet.
Ab 1 Uhr nachts am 23. Juli 2016 waren alle öffentlichen Verkehrsmittel in München wieder freigegeben.

## Opfer

Porträts und Namen der Opfer.

Gemäß dem bayerischen Innenminister als oberstem Dienstherrn der Ermittlungsbehörden hatte der Täter sich „Opfer ausgesucht“, „die einer bestimmten Herkunftsregion“ angehörten. Sieben der neun Todesopfer waren Muslime. Die Opfer, die alle in München und Umgebung lebten, waren:
- die zwei 14-jährigen Mädchen Armela S. und Sabina S., deren Familien aus dem Kosovo stammen; beide hatten die deutsche Staatsangehörigkeit.[81]
- die 45-jährige Türkin Sevda D., die seit 35 Jahren in Deutschland lebte.[78]
- der 14-jährige Can L. und der 15-jährige Selçuk K., die beide sowohl die deutsche wie auch die türkische Staatsangehörigkeit besaßen.[81]
- der 15-jährige Rom mit ungarischen Wurzeln Janos Roberto R.[81][82]
- der 17-jährige Grieche türkischer Herkunft Chousein bzw. Hüseyin D.[78][83]
- der 20-jährige, in München geborene Kosovare Dijamant „Dimo“ Z.[84][85]
- der 19-jährige, im Hasenbergl aufgewachsene deutsche Sinto Guiliano-Josef K.[86]

Im Kosovo wurde nach der Tat drei Tage Staatstrauer getragen. Aus der Türkei schickte der Präsident Beileidsbekundungen an die Hinterbliebenen. In einem griechischen Dorf versammelten sich alle Bewohner, um gemeinsam zu trauern. Auf der Internetseite eines Vereins für Roma in Deutschland wurde zu Spenden für die Hinterbliebenen aufgerufen, um die Beerdigung eines der Opfer zu finanzieren.
Vier weitere Personen wurden von Kugeln getroffen. Andere verletzten sich infolge von Panikreaktionen, auch in der Münchner Innenstadt. Es wurden 36 verletzte Personen von der Polizei registriert, darunter mindestens zehn Schwerverletzte.

## Ermittlungen
Die zunächst vom Polizeipräsidium München geführten Ermittlungen wurden am 24. Juli von der Staatsanwaltschaft und dem LKA übernommen und eine Sonderkommission (SOKO) OEZ eingerichtet. Im Frühjahr schlossen die Behörden die Ermittlungen zunächst ab und legten am 17. März 2017 einen Abschlussbericht vor, am 20. April 2018 wurden die Ermittlungen wieder aufgenommen.

### Täter
Der Täter, David Sonboly, wurde am 20. April 1998 in München geboren; seine Eltern waren Ende der 1990er Jahre als Asylbewerber aus dem Iran nach Deutschland gekommen. Er besaß die deutsche und die iranische Staatsbürgerschaft. Seinen ursprünglichen Vornamen Ali hatte er, nachdem er im April volljährig geworden war, Anfang Mai 2016 in David ändern lassen. Der Schüler lebte mit seinen Eltern und seinem jüngeren Bruder im Münchner Stadtbezirk Maxvorstadt. Der Polizei war er lediglich als Geschädigter einer Schlägerei und eines Diebstahls in den Jahren 2010 und 2012 bekannt; beide Verfahren wurden damals eingestellt.
Sonboly litt bereits seit frühester Kindheit unter zum Teil erheblichen unterschiedlichen psychischen Störungen. Mobbingerfahrungen in der Schule zwischen der fünften und achten Jahrgangsstufe verstärkten möglicherweise noch die Auswirkungen dieser psychischen Störungen. 2015 wurde er zwei Monate stationär im Klinikum Harlaching wegen einer diagnostizierten sozialen Phobie und Angstzuständen behandelt. Im Zeitraum Oktober 2015 bis Februar 2016 folgten vier Diagnostik-Termine in der Münchner Heckscher-Klinik für Jugendpsychiatrie. Zu diesen Terminen ging Sonboly zusammen mit seinen Eltern. Danach war er bei einem niedergelassenen Arzt in Behandlung, den er zum letzten Mal im Juni aufsuchte. Eine erste toxikologische Untersuchung der Leiche ergab, dass der Täter Spuren eines ihm verschriebenen Antidepressivums im Blut hatte. Ehemalige Mitschüler sagten, dass er am Tag der Tat durch eine Schulprüfung gefallen sei.
Die Polizei fand in seinem Zimmer das Buch Amok im Kopf: Warum Schüler töten des US-amerikanischen Psychologen Peter Langman, Zeitungsausschnitte über vergangene Amokläufe und Fotos, die er im Vorjahr an Orten des Amoklaufs von Winnenden aufgenommen hatte. Den Anschlag hatte er über etwa ein Jahr hinweg geplant. Im Abschlussbericht der Staatsanwaltschaft München I und des Landeskriminalamts wird zudem darauf hingewiesen, dass Sonboly in „seiner Freizeit […] exzessiv am Computer [spielte], insbesondere sogenannte Ego-Shooter-Spiele.“
Sonboly beging seine Taten am fünften Jahrestag der Anschläge des norwegischen Rechtsextremisten Anders Behring Breivik, den er verehrt haben soll. Medienberichte, denen zufolge er auf den gemeinsamen Geburtstag mit Adolf Hitler stolz gewesen sei, konnten die Ermittler nicht bestätigen. Jedoch habe er während einer stationären psychotherapeutischen Behandlung Hakenkreuze gemalt, sei mit dem Hitlergruß aufgefallen und habe sich positiv über Hitler geäußert. Sonboly verfasste auch ein „Manifest“ über „ausländische Untermenschen“, „Kakerlaken“ und Menschen, die er „exekutieren“ werde, das er den Ermittlern wohl ganz bewusst auf seiner Computer-Festplatte hinterließ.
Mehrere Medien berichteten über Hinweise auf ein rassistisches Motiv des Täters; laut einem im Spiegel zitierten Freund habe er „einen Riesenhass auf die meisten Ausländer“ entwickelt, weil ihn Mitschüler mit Migrationshintergrund in der Schule „richtig zerpflückt“ hätten. Die Ermittler stellten später fest, dass die Opfer der Tat Ähnlichkeit mit Personen hatten, von denen Sonboly sich gemobbt gefühlt hatte. Sonboly soll die Vorstellung gehabt haben, „dass die von ihm gehassten Personen mit einem Virus infiziert und deshalb ggf. zu vernichten seien“.
Erst durch Berichte des Nachrichtenmagazins Der Spiegel im April 2018 und des ARD-Fernsehmagazins Fakt im Mai 2018 wurde bekannt, dass der Attentäter auf der wegen zahlreicher rechtsextremer und rassistischer Hassgruppen in der Kritik stehenden Spieleplattform Steam mit 255 weiteren, zumeist jungen Männern in der rechtsextremen Chatgruppe „Anti-Refugee-Club“ in Kontakt stand. David Sonboly und den rechtsextremen Amerikaner William Atchison, der die Gruppe 2015 gegründet hatte, verband offenbar die Begeisterung für rechtsextreme Ideologie. Als „Brüder im Geiste“ bestärkten sie sich in ihrem Wahn von der Überlegenheit der weißen, der „arischen“ Rasse und ergingen sich in Tiraden über „Entartung“, „ausländische Untermenschen“ und eine „verseuchte Gesellschaft“. Drei Tage nach dem Anschlag schrieb Atchison in dem Satirewiki Encyclopedia Dramatica, wo er mit seinem Benutzernamen „AlGore“ als Admin fungierte, einen Nachruf auf David Sonboly: Wenn die AfD und andere rechte Gruppen in Deutschland an die Macht kämen, werde man dem „Helden“ ein Denkmal setzen, der ein „wahrer Arier“ und „wahrer Deutscher“ gewesen sei, der ausschließlich Migranten getötet habe. Dem Bayerischen Landeskriminalamt war diese von Atchison über den Anschlag in München erstellte Seite bis zu einer Anfrage von Katharina Schulze fast zwei Jahre nach der Tat unbekannt. Von dem Steam-Forum wussten die deutschen Ermittlungsbehörden; deutsche Beteiligte waren zwar nach Hinweisen eines Berliners verhaftet worden, „weiterführende Ermittlungsmaßnahmen“ wurden aber bis zur Wiederaufnahme der Ermittlungen im April 2018 als „nicht veranlasst“ angesehen. Die amerikanischen Behörden wurden nicht informiert. Im Dezember 2017 erschoss Atchison dann bei einem Schulattentat in New Mexico zwei Jugendliche mit mexikanischen Wurzeln und anschließend sich selbst.
Wie ein Freund von Sonboly angab, sei dieser zudem „sehr antisemitisch“ gewesen und habe „oft über Israel geschimpft und Juden beleidigt“. In einem Chat hatte er geschrieben „Fuck Israel“ und Israel sei ein „krankes Land“.

### Umfeld des Täters
Laut dem Abschlussbericht der Staatsanwaltschaft München I und des Landeskriminalamts war Sonboly „unter Gleichaltrigen weitgehend isoliert. Hierzu haben vermutlich psychische Auffälligkeiten beigetragen, aufgrund derer es ihm schwer fiel, sich zu integrieren. Über Jahre hinweg wurde er von Mitschülern ‚gemobbt‘, dabei kam es auch zu körperlichen Misshandlungen. David Sonboly entwickelte ersichtlich einen Hass auf Personen, die hinsichtlich Alter, Aussehen, Herkunft und Lebensstil den ihn mobbenden Jugendlichen ähnlich waren; dies waren vor allem Angehörige südosteuropäischer Bevölkerungsgruppen. Er machte sie für seinen von ihm empfundenen schulischen Misserfolg und das Mobbing verantwortlich.“
Gegen den Freund des Täters, den er zwei Stunden vor der Schießerei getroffen hatte, wurde wegen Verdachts auf Nichtanzeige einer geplanten Straftat als Mitwisser ermittelt. Laut Abschlussbericht hätten sich aber „keine Belege dafür ergeben, dass dieser über die anstehende Tat informiert war“. Zum weiteren Umfeld schreibt der Bericht: „Es liegen ferner keine Anhaltspunkte dafür vor, dass Familienmitglieder, behandelnde Ärzte, Lehrer oder sonstige Personen aus dem Umfeld von David Sonboly die Tat vorhersehen konnten.“ Darüber hinaus wurde am 26. Juli 2016 ein weiterer Freund des Täters aus dem Landkreis Ludwigsburg unter dem Tatverdacht, eine eigene Amoktat auf das Gymnasium in Gerlingen zu planen, festgenommen. Er war über William Atchison in Kontakt mit David Sonboly gekommen: Der Ludwigsburger, der auf Steam unter dem Namen „DiabolicPsychopath“ auftrat, war auf Atchison aufmerksam geworden, da sich Atchison für Amokläufe interessierte; er hatte Atchison daraufhin gefragt, ob er andere potenzielle Massenmörder in Deutschland kenne, und wurde von ihm an David Sonboly verwiesen. Ermittlungen zu den Kontakten mit Atchison wurden allerdings erst knapp zwei Jahre nach der Tat aufgenommen und waren im Juni 2018 noch nicht abgeschlossen. Der Ludwigsburger verfügte sogar über die Zugangsdaten zu mehreren Accounts von David Sonboly auf Steam und loggte sich dort zwei Tage nach dem Münchner Anschlag ein.
Die Familie des Täters wurde aufgrund massiver Drohungen ins Opferschutzprogramm der Polizei aufgenommen und lebte unter anderem Namen im Ausland. 2019 kehrte sie in den Raum München zurück.

### Tatwaffe
Bei der Tatwaffe handelte es sich um eine wieder gebrauchsfähig gemachte Theaterpistole vom Typ Glock 17, Kaliber 9 × 19 mm, deren Seriennummer entfernt worden war und die ein Beschusszeichen aus der Slowakei aufwies.
Bei den Attentaten des Rechtsextremisten Anders Behring Breivik im Juli 2011 in Norwegen und von William Atchison im Dezember 2017 an der Aztec High School wurde exakt derselbe Waffentyp verwendet.
Neben 57 aus dieser Waffe stammenden Patronenhülsen am Tatort fand die Polizei im Magazin der Pistole und im Rucksack des Schützen weitere rund 240 oder 300 Schuss Munition. Ein Jahr hatte David Sonboly in einem Darknet-Forum nach einer Glock 17 gesucht und dabei unbemerkt auch mit Frankfurter Zollfahndern gechattet. Sonboly hatte die Waffe mit zunächst 100 Schuss Munition am 20. Mai 2016 für 4350 Euro über einen Darknet-Markt bei einem Händler aus Marburg gekauft und sie dort abgeholt. Weder der Täter noch der Händler hatten eine waffenrechtliche Erlaubnis zum Besitz einer Waffe. Nachdem der Täter die Erstlieferung an Munition bei Schießübungen im Keller des Mehrfamilienhauses, in dem er wohnhaft war, verbraucht hatte, erwarb er wenige Tage vor dem Anschlag für 350 Euro weitere Munition. Laut Abschlussbericht der Staatsanwaltschaft wurden an den Tatorten und bei David Sonboly insgesamt 567 Patronen und Hülsen des Kalibers 9 × 19 mm gefunden und sichergestellt. Die gesamte Munition stamme vom selben Hersteller aus einer Produktion.
Der Lieferant der Tatwaffe, gegen den bereits Ermittlungen wegen Darknet-Waffengeschäften anhängig waren, bestritt seinen Lebensunterhalt aus illegalen Waffengeschäften und hielt zahlreiche weitere Waffen vorrätig, darunter Maschinenpistolen, die unter das Kriegswaffenkontrollgesetz fallen. Er wurde am 16. August 2016 von der ZUZ festgenommen und war geständig. Im März 2017 erhob die Staatsanwaltschaft beim Landgericht München I gegen den mutmaßlichen Waffenhändler Anklage wegen des Verdachts der fahrlässigen Tötung in neun Fällen, der fahrlässigen Körperverletzung in fünf Fällen und der Verstöße gegen das Waffengesetz. Am 19. Januar 2018 wurde der 33-Jährige wegen fahrlässiger Tötung in neun Fällen, Körperverletzung und illegalem Waffenhandel zu sieben Jahren Freiheitsstrafe verurteilt. Die zwölfte Strafkammer des Landgerichts München I folgte dabei weitgehend dem Strafantrag der Staatsanwaltschaft; der Vorsitzende bescheinigte dem Waffenhändler eine „widerwärtige Gesinnung“: Er sei ohne Zweifel ein Rassist und rechtsradikal, ein überzeugter Anhänger Hitlers und des Dritten Reichs. Erstmals wurde damit ein Waffenhändler in Deutschland für ein Tötungsdelikt belangt, an dem er nicht direkt beteiligt war. Durch den illegalen Verkauf der Waffe habe er die neun in München verübten Morde überhaupt erst ermöglicht. Die Strafkammer gelangte aber nicht zu der Überzeugung, dass er über die Anschlagspläne informiert gewesen sei. Drei Beweisanträge der Opfervertreter, die Kommunikation von Sonboly in dem rechtsradikalen Forum auf Steam mit in die Beweisaufnahme einzubeziehen, hatte das Gericht abgelehnt. Der genaue Tathergang sowie die Begründung des Gerichtes können im Urteil den Landgerichts München I vom 19. Januar 2018 nachgelesen werden.
Der Waffenhandel war über das seit 2013 bestehende Darknet-Forum „Deutschland im Deep Web“ (DiDW) mit 20.000 angemeldeten Nutzern und sechs Millionen Seitenaufrufen monatlich abgewickelt worden; betrieben wurde es von einem 31-jährigen Informatiker in Karlsruhe. Aufgrund des Anschlags in München wurde er im Dezember 2018 vom Landgericht Karlsruhe wegen fahrlässiger Tötung und Körperverletzung sowie der Beihilfe zu Waffen- und Drogendelikten zu sechs Jahren Haft verurteilt. Die Revision, welche sich gegen den Schuldspruch bezüglich der fahrlässigen Tötung und Körperverletzung wandte, wurde vom Bundesgerichtshof mit Beschluss vom 6. August 2019 endgültig verworfen.

## Debatte über Einstufung des Tatmotivs
Für Staatsanwaltschaft und LKA steht die rechtsextreme Gesinnung des Täters fest, sie stuften aber in ihrem Abschlussbericht vom März 2017 die Tat zunächst als unpolitischen Amoklauf ein. Die Ermittlungsbehörden stützten sich dabei unter anderem auf das Gutachten des Münchner Profilers Alexander Horn, worin es heißt, David Sonboly sei „ein psychisch gestörter Jugendlicher, der Opfer von Mobbing und körperlichen Misshandlungen wurde und hierdurch selbstwertbelastende Kränkungen erlebte“. Auch der im April 2017 vom bayerischen Innenministerium vorgelegte Untersuchungsbericht stellt Bezüge des Täters zum Rechtsextremismus fest, zunächst wurde aber als Hauptmotiv Rache wegen langjährigen Mobbings durch Mitschüler angenommen. Für den Bayerischen Verfassungsschutz war David Sonboly zunächst eher ein „psychisch kranker Rächer“ als ein „terroristischer Kämpfer“.
Drei im Auftrag der Fachstelle für Demokratie der Landeshauptstadt München von Christoph Kopke, Matthias Quent und Florian Hartleb erstellte und Anfang Oktober 2017 vorgestellte Gutachten ordnen die Tat dagegen unabhängig voneinander alle als „politisch motiviert“ ein. Kopke kommt in seinem Gutachten zu dem Schluss, „dass der eigentliche Antrieb zur Tat vorrangig in der psychischen Konstellation bzw. psychiatrischen Erkrankung des Täters gelegen haben mag“, die Art der Tatbegehung erfülle jedoch gleichzeitig „die Kriterien eines Hassverbrechens im Sinne des Definitionssystem PMK“ (politisch motivierte Kriminalität), da der Täter „für subjektiv erlittenes Unrecht“ „eine rassistisch konstruierte Gruppe verantwortlich“ machte und deren Angehörige gezielt ermordete. Laut Quent weise der Radikalisierungsprozess des David Sonboly „große Gemeinsamkeiten zu anderen Amoktätern und kaum Parallelen zu klassischen rechtsextremen Gewalttätern auf.“ Dennoch könne die Mehrfachtötung am OEZ zutreffend als „Akt eines allein handelnden Terroristen“ bezeichnet werden. Hartleb zeigt sich über die Einstufung als klassischen Amoklauf verwundert. Mit gutem Grund könne man hier auch einen Einsamen-Wolf-Terrorismus diagnostizieren. Das hätte die Folge, dass der Fall im Verfassungsschutzbericht von Bayern und folglich auch im Bund aufgeführt werden müsste und unter Rechtsterrorismus sowie Einsamer-Wolf-Terrorismus zu subsumieren wäre. Das klassische Bild des Rechtsterrorismus, wonach die meisten Rechtsterroristen vor ihrer besonderen gewalttätigen Aktivität einschlägigen Gruppen oder Parteien aus diesem politischen Lager angehörten, sei längst überholt. Hartleb publizierte seine Thesen mit einem Plädoyer für eine Neubewertung als Rechtsterrorismus in der Fachzeitschrift Kriminalistik, die vom Bundeskriminalamt und von den Landeskriminalämtern (auch Bayern) herausgegeben wird.
Die Münchner Oberstaatsanwältin Gabriele Tilmann verwahrte sich bei der Vorstellung der Gutachten im Münchner Stadtrat gegen den Vorwurf, politische Hintergründe der Tat seien ignoriert worden: „Wir haben immer gesagt, dass zum Motivbündel auch Rassismus gehört.“ Prägendes Motiv sei jedoch das Mobbing gewesen, dem der Täter jahrelang durch Mitschüler ausgesetzt war. Der Leiter der Sonderkommission vom Bayerischen Landeskriminalamt, Jürgen Miller, sagte: „Es war eine von Rache und Wut geleitete, sinnlose Tat mit einem Bündel an Motiven.“ Dass es jedoch vorrangig ein politisches Motiv gab, um eine rassistische Ideologie zu transportieren, hätten die Ermittlungen nicht ergeben. Er betrachtete die Tat als „Verquickung von Hass und politischer Einstellung“ und versprach, „man werde die Gutachten nicht einfach in die Schublade legen“. SPD, CSU und Grüne, die zusammen 78 % der Stadtratssitze stellen, forderten die Behörden in einer gemeinsamen Erklärung auf, „die Tat auch in der für rechtsextreme Straftaten vorgesehenen Kategorie ‚Politisch motivierte Kriminalität Rechts‘ einzuordnen“. Ob der Freistaat die Morde offiziell als rechtsextrem einordnen würde, blieb vorerst offen.
Am 8. November 2017 forderte auch der Innenausschuss des Bayerischen Landtags mit den Stimmen von SPD, CSU, Grünen sowie Freien Wählern eine erneute Stellungnahme des Innenministeriums zu dem Anschlag. Hierbei sollten gemäß Wunsch der CSU auch Erkenntnisse aus dem Prozess gegen den Waffenhändler Philipp K. in den Bericht des Ministeriums einfließen. In seiner Urteilsbegründung gegen den Waffenhändler stellte die zwölfte Strafkammer des Landgerichts München I im Januar 2018 fest: „Es besteht nicht der geringste Zweifel, dass die Tat rassistisch und fremdenfeindlich motiviert gewesen ist.“ Es stellte den OEZ-Anschlag in eine Reihe mit anderen rechtsextremistischen Taten wie den NSU-Morden, dem Oktoberfestattentat und dem Brandanschlag von Mölln.
Die Amokforscherin Britta Bannenberg bewertete im November 2017 die Tat als „klassischen Amoklauf“. Der Täter sei kein Rechtsextremist gewesen, wie die „selektive Wahrnehmung mancher Politikwissenschaftler“ nahegelegt habe. Am 12. Dezember 2017 wurde sie vom Bayerischen Landeskriminalamt mit einem Gutachten zur Einordnung der Tat beauftragt. Das Gutachten mit Datum Februar 2018 wurde im Juli 2018 der Öffentlichkeit präsentiert. Es zielte insbesondere auf eine mögliche weitere Früherkennung von ähnlich gelagerten Straftaten ab, um diese zu verhindern. Diesem Gutachten zufolge sei die Tat als Amoklauf zu bewerten: „Der Täter ist ein typischer junger Amoktäter, der sich andere Täter zum Vorbild nahm und sich mit diesen und mit der Idee Amoklauf identifizierte. Er war in erheblicher Weise in Denken, Fühlen, Verhalten und Beziehungen zu anderen Menschen psychopathologisch auffällig.“ Bannenberg widerspricht allerdings der Auffassung, die Mobbingerfahrungen seien das Hauptmotiv gewesen: Sie kommt zu dem Schluss, Sonboly habe das Mobbing „nachtragend aufgebläht“, um seine Morde damit zu rechtfertigen.
Das Bundesamt für Justiz stufte im März 2018 das Attentat als „rechtsextremistisch motiviert“ ein und informierte die Familien der Opfer, dass sie Anspruch auf „Härteleistungen“ für die Opfer extremistischer Übergriffe haben. Als entscheidend für die Einschätzung nannte das BfJ die drei von der Stadt München in Auftrag gegebenen Fachgutachten.
Münchens Oberbürgermeister Dieter Reiter (SPD) betonte in seiner Rede auf einer Gedenkfeier zum zweiten Jahrestag des OEZ-Attentats, die Tat sei als „rechtsextrem und rassistisch“ einzuordnen.
Im Juni 2018 beschloss der Innenausschuss des Bayerischen Landtages einstimmig mit Bezug auf im Mai 2018 bekannt gewordene Kontakte des Attentäters über rassistische Foren auf der Plattform Steam u. a. zu einem rechtsextremen amerikanischen Attentäter eine (bisher noch ausstehende) Neubewertung des Anschlags. Für den bayerischen Innenminister Joachim Herrmann hatte der Attentäter, der sich „Opfer ausgesucht“ hatte, „die einer bestimmten Herkunftsregion“ angehörten, „eindeutig auch rassistisches Gedankengut zunehmend verinnerlicht“. Er erklärte im Juni 2018, knapp zwei Jahre nach der Tat: „Jetzt schon eine Art Abschlussbericht vorzulegen, macht keinen Sinn, solange noch neue Ermittlungen laufen.“
Im Oktober 2019 stufte das bayerische Landeskriminalamt abschließend die Tat als „Politisch motivierte Gewaltkriminalität – rechts –“ ein.
Im Juni 2020 gab das Kulturreferat in München bekannt, dass der Text des Mahnmals am Olympia-Einkaufszentrum im Herbst angepasst werde. Er lautet nun: „In Erinnerung an alle Opfer des rassistischen Attentats vom 22.7.2016“. Zuvor war von den Opfern eines „Amoklaufs“ die Rede.

## Falschmeldungen
Sowohl wegen der zum Tatzeitpunkt herrschenden Unklarheit, ob es sich um einen Terroranschlag oder um einen Amoklauf handelte, als auch wegen der bis zu 66 Falschmeldungen, die während des 22. Juli 2016 über scheinbar weitere Täter bzw. Tatorte verbreitet wurden, sieht Vanessa Salzmann vom nordrhein-westfälischen Institut für Polizei- und Kriminalwissenschaft in den Münchner Ereignissen ein Paradebeispiel für die Probleme moderner Polizeiarbeit: „[W]enn sich Krisen ereignen, können Informationen gleichsam in Echtzeit von der Bevölkerung verbreitet werden. Es entsteht eine Informationsflut, die die Lageeinschätzung der Behörden mit Ordnungs- und Sicherheitsaufgaben, etwa der Polizei erschwert. […] Tausende Polizeibeamte waren nur aufgrund dieses Ereignisses, mit seinen zahlreichen Fehlinformationen, eingesetzt.“ Daher zeige der Münchner Fall, dass man dem durch moderne Kommunikationsmedien befeuerten „Problem von Mischsituationen“, sprich der „Hybridität von Amokläufen und Terroranschlägen“, künftig durch eine Flexibilisierung polizeilicher Einsatztaktiken begegnen müsse.

## Reaktionen

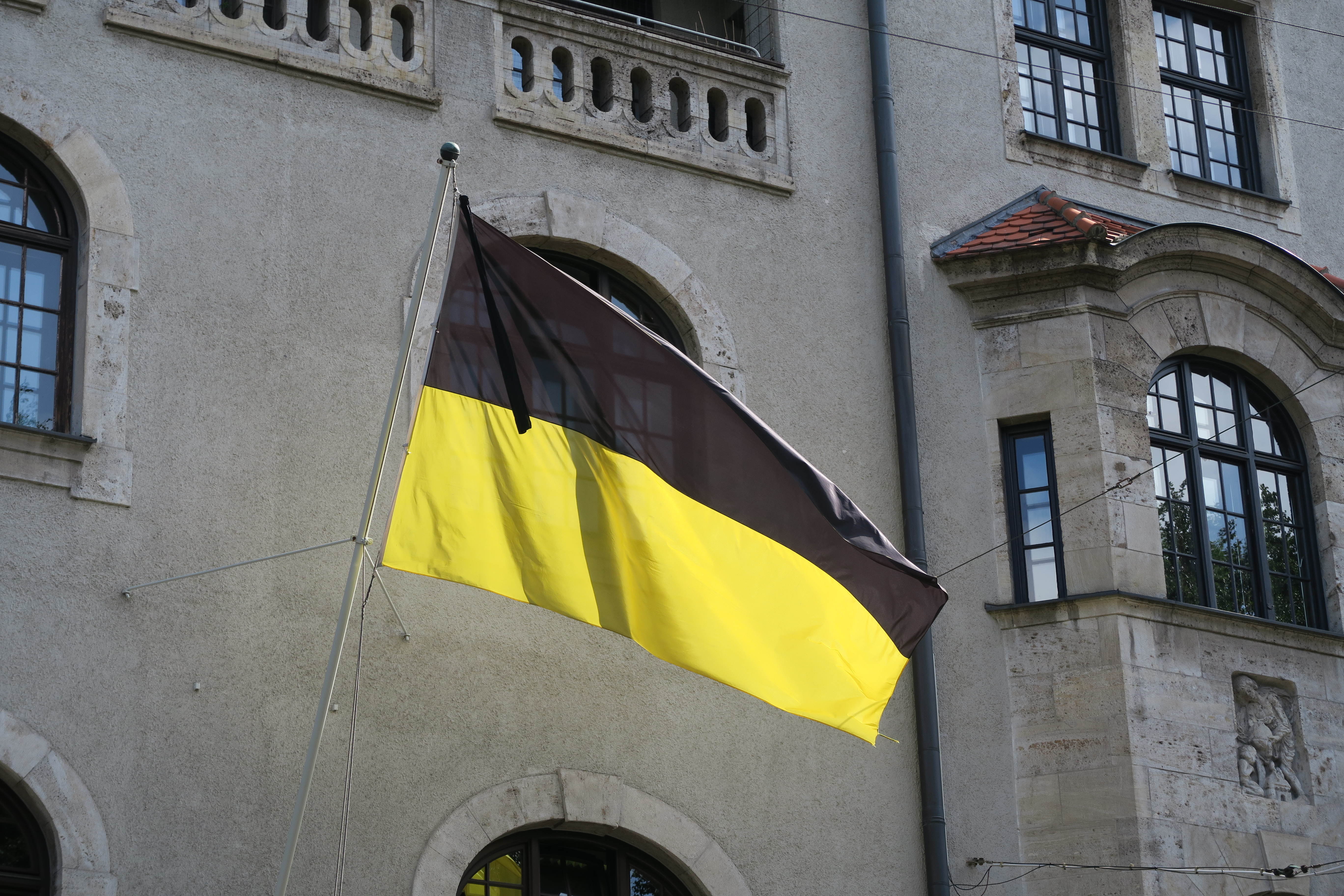
Flagge Münchens mit Trauerflor

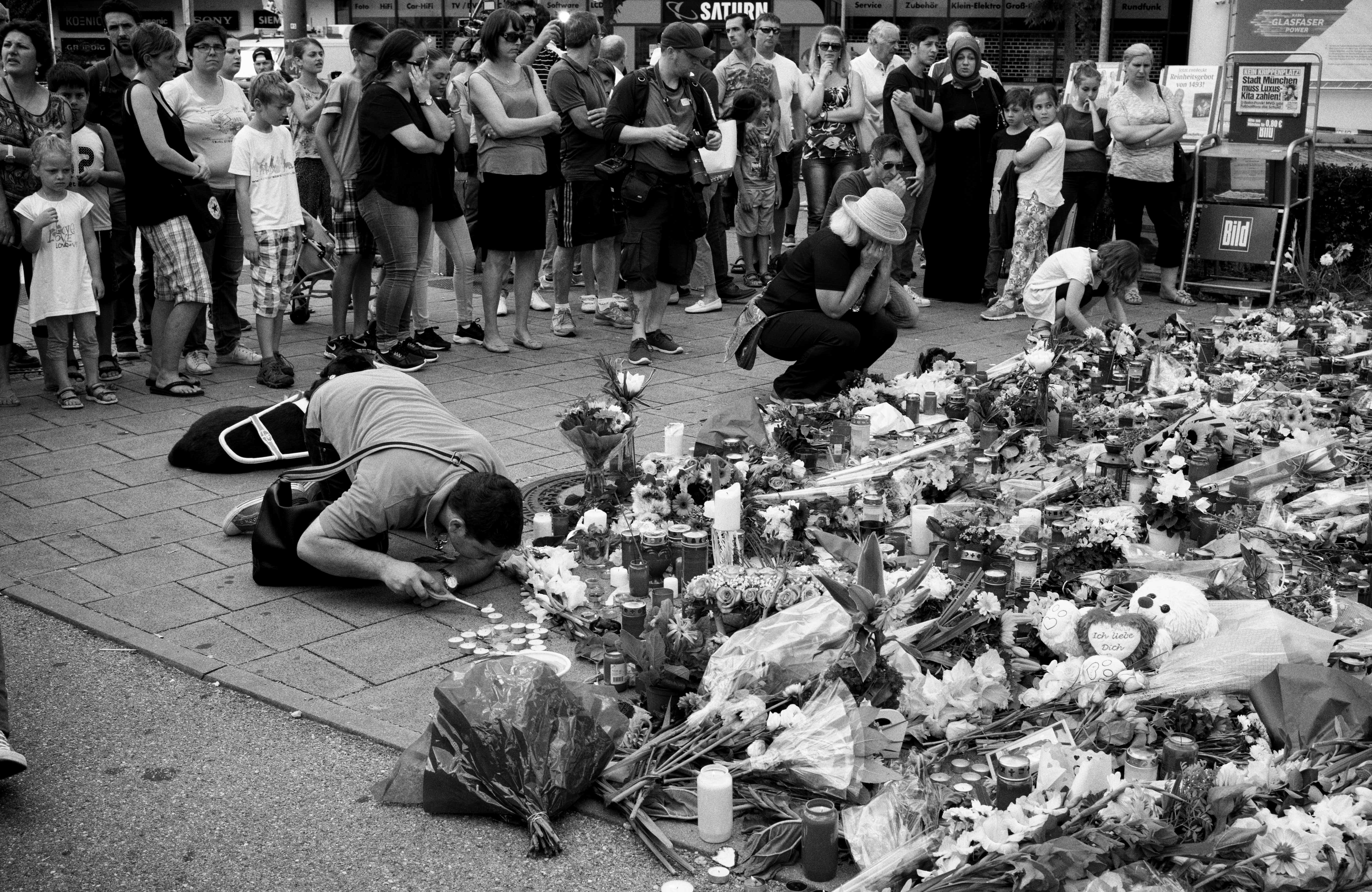
Gedenken an die Opfer

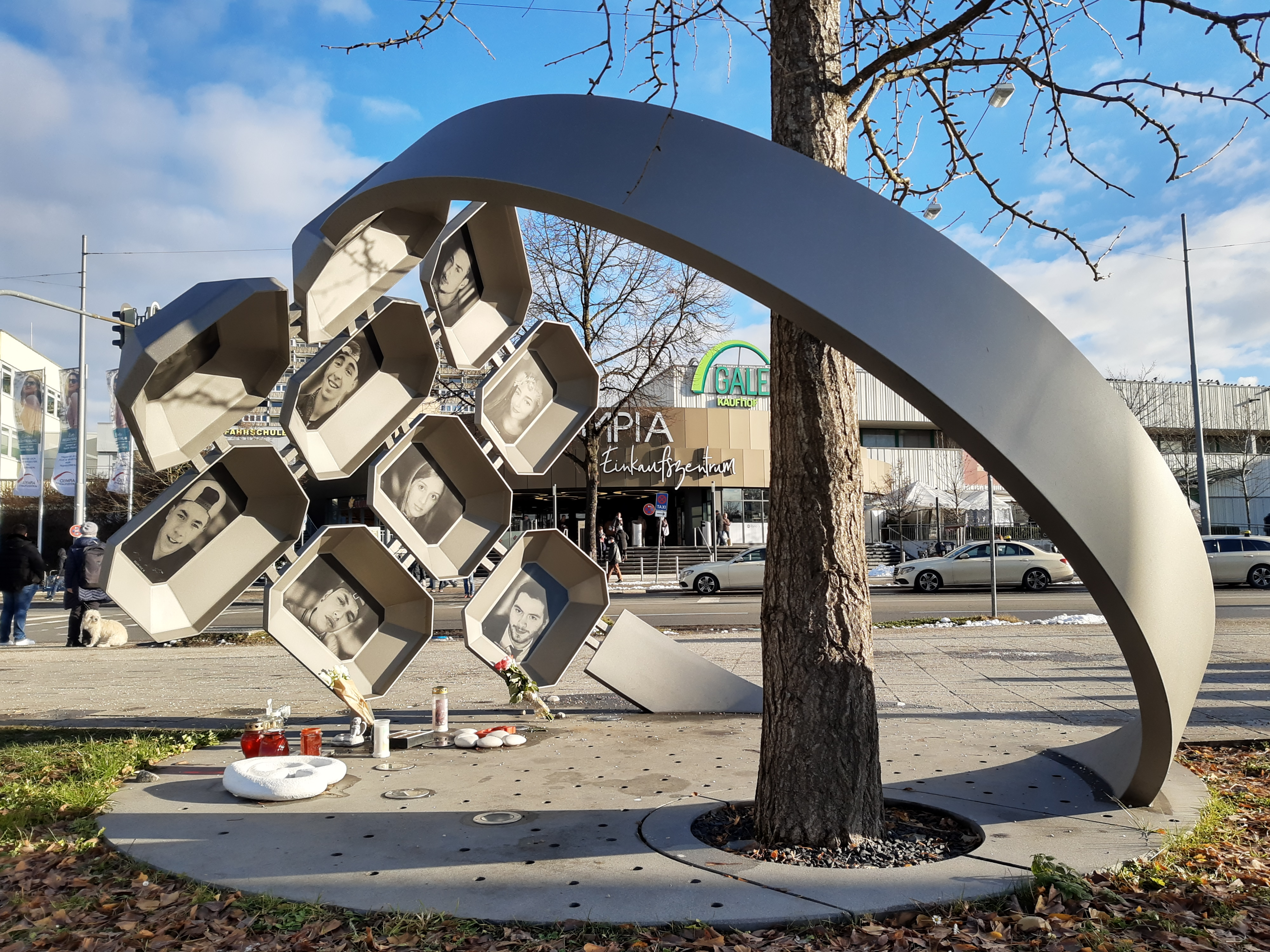
Mahnmal für die Opfer

Die Bundesregierung rief umgehend das informelle Sicherheitskabinett zusammen. Regierungschefs mehrerer Länder verurteilten in ersten Reaktionen die Tat.
Die Arbeit der Polizei einschließlich ihres Münchner Pressesprechers Marcus da Gloria Martins wurde vielfach gelobt. Eine Kritik der taz am Einsatz offen bewaffneter Zivilbeamter und dem fehlgeschlagenen Versuch, den Täter am OEZ-Parkhaus zu stellen, wies ein Sprecher der Münchner Polizei zurück: Es sei um „extrem schnelles Handeln“ gegangen und die beste Vorgehensweise eine Einzelfallentscheidung der Polizisten vor Ort gewesen. Nicht jeder Polizist habe die Treffsicherheit eines SEK-Beamten. Der gesamte Einsatz werde nachbereitet und begutachtet. Die Polizei München zog aus dem Einsatz die Konsequenz, dass zukünftig Zivilpolizisten durch Westen mit der Aufschrift „Polizei“ klarer als solche zu erkennen sein sollen. Zudem soll der Empfang des Digitalfunk verbessert und ein Konzept für Schutzräume geschaffen werden.
Die Versetzung von Bundeswehreinheiten in Alarmbereitschaft wurde von einigen Politikern wegen verfassungsrechtlicher Bedenken kritisiert. Zulässig ist der Einsatz im Inneren nur bei ungewöhnlich schweren Katastrophen.
Der Vorstandsvorsitzende der Stiftung Deutsche Depressionshilfe warnte vor einer Stigmatisierung psychisch kranker Menschen als Reaktion auf den Anschlag in München. Eine Depression des Täters komme mit großer Sicherheit nicht als Ursache für die Tat in Frage.
Die Stadt Paris ließ den Eiffelturm zum Gedenken an die Opfer am Tatfolgeabend in den deutschen Nationalfarben beleuchten.
Auf christliche Gottesdienste folgte am 26. Juli eine muslimische Gedenkfeier. Es wurde betont, dass die Trauer allen neun Opfern gelte und nicht alleine den sieben muslimischen Opfern. Zum Abschluss einer von Münchens Oberbürgermeister Dieter Reiter ausgerufenen „Woche der Trauer“ fand am nachfolgenden Sonntag in der Münchner Frauenkirche ein ökumenischer Trauergottesdienst statt, an dem auch Bundespräsident Joachim Gauck, Bundeskanzlerin Angela Merkel und eine Vertreterin des Muslimrats München teilnahmen.
Am Olympia-Einkaufszentrum wurde am ersten Jahrestag des Anschlags eine Gedenkstätte eröffnet. Die Skulptur mit dem Namen „Für Euch“ wurde von der Münchner Künstlerin Elke Härtel geschaffen. Ein großer, schräg aufragender Ring aus Edelstahl, der einen Ginkgobaum umschließt, trägt die Namen und Porträts der neun Todesopfer.

## Initiative „München erinnern!“
Angehörige und Unterstützer haben sich im Jahr 2022 zu einer Initiative mit dem Namen „München erinnern!“ zusammengeschlossen. Die Initiative hat es sich zur Aufgabe gemacht, an die Opfer des Anschlags zu erinnern und mit dazu beizutragen, dass der rechtsterroristische Anschlag in München nicht vergessen wird. Am sechsten Jahrestag, am 22. Juli 2022, organisierte die Initiative eine Gedenkdemonstration in der Münchner Innenstadt und eine Gedenkveranstaltung am Tatort direkt am Olympia-Einkaufszentrum. Neben Angehörigen aus München sprachen dort auch Angehörige aus Halle und Hanau sowie vom Oktoberfestattentat. Seit Januar 2023 steht der Initiative vorübergehend ein Raum in der Münchner Innenstadt, direkt am Rathaus zur Verfügung. Es soll ein Raum der Erinnerung und der Begegnung sein, aber auch ein Ort, an dem Angehörige und Unterstützerinnen gemeinsam arbeiten können. Die Angehörigen wollen, dass der rechtsterroristische Anschlag Bestandteil des öffentlichen Diskurses ist und in einem Atemzug genannt wird mit dem Anschlag in Halle und dem Anschlag in Hanau. Die Angehörigen wünschen sich, dass Straßen nach den Namen der Opfer benannt werden und dass die Filiale des McDonalds am OEZ, in der fünf der neun Opfer erschossen wurden, schließt und zum Gedenkort umgewandelt wird.

## Berichterstattung in den TV-Medien
Die deutschen Fernsehsender berichteten nach Bekanntwerden der Schüsse ausführlich über die Ereignisse. Die ARD zog den Beginn der Hauptausgabe der Tagesschau auf 19:23 Uhr vor und berichtete insgesamt 3¼ Stunden lang, RTL verlängerte RTL aktuell auf drei Stunden. Die Berichterstattung wurde wegen des spekulativen Charakters und „Sensationslüsternheit“ stark kritisiert.

## Rezeption

### Dokumentarfilme
- Unvergessen. 53 Min. Regie: Luca Zug, Alexander Spöri. Deutschland 2017.[194][195][196]
- München – Stadt in Angst. 90 Min. Regie: Stefan Eberlein. Deutschland 2018.[197][198]
- 22. Juli – Die Schüsse von München. 4 Folgen. 46 bis 51 Min. pro Folge. Regie: Johannes Preuss, Drehbuch: Michael Gantenberg. Deutschland 2022.[199][200]
- Einzeltäter. Teil 1. 90 Min. Regie: Julian Vogel. Deutschland 2023.[201]

### Podcast
- Terror am OEZ – Fünf Jahre nach dem Anschlag in München. 6 Folgen, zwischen 41 und 59 Min. Spotify Original Podcast, produziert von der Süddeutschen Zeitung. Deutschland 2021 (Online).

### Kammerspiel
Am 27. Oktober 2016 zeigten die Münchner Kammerspiele Point Of No Return, eine Auseinandersetzung mit diesem Anschlag. Ursprünglich war für Regisseurin Yael Ronen die Zukunft des Sex in Zeiten von Dating-Apps und Cybersex das Thema, doch die durch die Tat ausgelöste Angst und Schrecken während der Proben änderte dies.